# Allophylus elongatus
Allophylus elongatus är en kinesträdsväxtart som beskrevs av Ludwig Radlkofer. Allophylus elongatus ingår i släktet Allophylus och familjen kinesträdsväxter. Inga underarter finns listade i Catalogue of Life.